# (128925) Conwell
(128925) Conwell est un astéroïde de la ceinture principale.

## Description
(128925) Conwell est un astéroïde de la ceinture principale. Il fut découvert le 6 octobre 2004 à Charleston par Robert Holmes. Il présente une orbite caractérisée par un demi-grand axe de 3,07 UA, une excentricité de 0,25 et une inclinaison de 1,3° par rapport à l'écliptique.

## Compléments